# Andrew Trumbo
Andrew Alkire Trumbo (* 15. September 1797 im Bath County, Kentucky; † 21. August 1871 in Frankfort, Kentucky) war ein US-amerikanischer Politiker. Zwischen 1845 und 1847 vertrat er den Bundesstaat Kentucky im US-Repräsentantenhaus.

## Werdegang
Andrew Trumbo besuchte die öffentlichen Schulen seiner Heimat. Danach arbeitete er als Angestellter bei der Bezirksverwaltung. Nach einem anschließenden Jurastudium und seiner 1824 erfolgten Zulassung als Rechtsanwalt begann er in Owingsville in diesem Beruf zu arbeiten. 1830 war er erneut bei der Kreisverwaltung im Bath County angestellt. In diesem Jahr wurde er dort auch Bezirksstaatsanwalt.
Politisch war Trumbo Mitglied der Whig Party. Bei den Kongresswahlen des Jahres 1844 wurde er im neunten Wahlbezirk von Kentucky in das US-Repräsentantenhaus in Washington, D.C. gewählt, wo er am 4. März 1845 die Nachfolge von Richard French von der Demokratischen Partei antrat. Da er bei den Wahlen des Jahres 1846 auf eine weitere Kandidatur verzichtete, konnte er bis zum 3. März 1847 nur eine Legislaturperiode im Kongress absolvieren. In dieser Zeit begann der Mexikanisch-Amerikanische Krieg. Nach der Wahl von 1846 fiel Trumbos Mandat wieder an seinen Vorgänger French. Nach seinem Ausscheiden aus dem US-Repräsentantenhaus wechselte Trumbo zu den Demokraten. Im Jahr 1848 war er einer von deren Wahlmännern bei der Präsidentschaftswahl. Danach praktizierte er wieder als Anwalt.
Obwohl Trumbo selbst Sklavenhalter war, unterstützte er während des Bürgerkrieges die Union. In dieser Frage waren seine Familie und sein Heimatstaat gespalten. Sein Bezirk wurde von Anhängern des Südens beherrscht. Dadurch hatte er einen schweren Stand. Er wurde auch zeitweise inhaftiert und ging dann vorübergehend in den Norden nach Illinois. Als seine Heimat von den Truppen der Union kontrolliert wurde, kehrte er 1863 zurück. Dort ließ er sich im Franklin County nieder. Er starb am 21. August 1871 in Frankfort.